# Wulkow (Lebus)
Wulkow (auch Wulkow bei Booßen) ist ein Ort im Landkreis Märkisch-Oderland in Brandenburg und gehört seit dem 31. Dezember 2001 zur Stadt Lebus.

## Geschichte
1353 wurde Wulkow als Wolkowe erstmals urkundlich erwähnt. Der Ortsname ist sorbischen Ursprungs und bedeutet Wolf. Ein barockes Gutsensemble bildet den Ortskern. 1474 kam Wulkow in den Besitz des Adelsgeschlechts von Pfuel. Lehnsherr Joachim Erdmann von Burgsdorff, Amtshauptmann zu Lebus, übernahm 1676 den Ort. Er ließ die Dorfkirche 1687 und das Grufthaus 1695 errichten.
1882 kaufte die dann in der Region weit verbreitete Pächter- und Gutsbesitzerfamilie Schulz das Rittergut Wulkow. Vor 1900 umfasste das Gut im Ort 558 ha Land. Familie Schulz blieb dann bis 1945 die Eigentümer. Deren letzte Vertreter waren nachweislich unter anderem Dr. phil. Richard Schulz-Wulkow (1860–1926), berechtigt lt. Verfügung des Amtsgerichtes Berlin vom Sommer 1920 für sich und seine Nachfahren den Doppelnamen führen zu können. Ihm folgte der Landschaftsrat (Nachfolge der Ritterschaftsräte) und spätere Major Günter Schulz-Wulkow (1892–1956). Vor der großen Wirtschaftskrise 1929/1930 liegen die Daten für das Rittergut vor, mit Peterhof 800 ha. Die Verwaltung übernahm August Warda. Im betriebswirtschaftlichen Mittelpunkt lag zu jener Zeit die Schafsviehhaltung.

### Einwohnerentwicklung
| Jahr          | 1875 | 1890 | 1910 | 1925 | 1933 | 1946 | 1993 | 2000 | 2006 |
| Einwohnerzahl | 201  | 144  | 152  | 251  | 215  | 267  | 154  | 228  | 229  |

## Religionen
Das evangelische Pfarramt Booßen-Wulkow ist für den Ortsteil Wulkow der Stadt Lebus zuständig.

## Kultur und Sehenswürdigkeiten
- Dorfkirche Wulkow

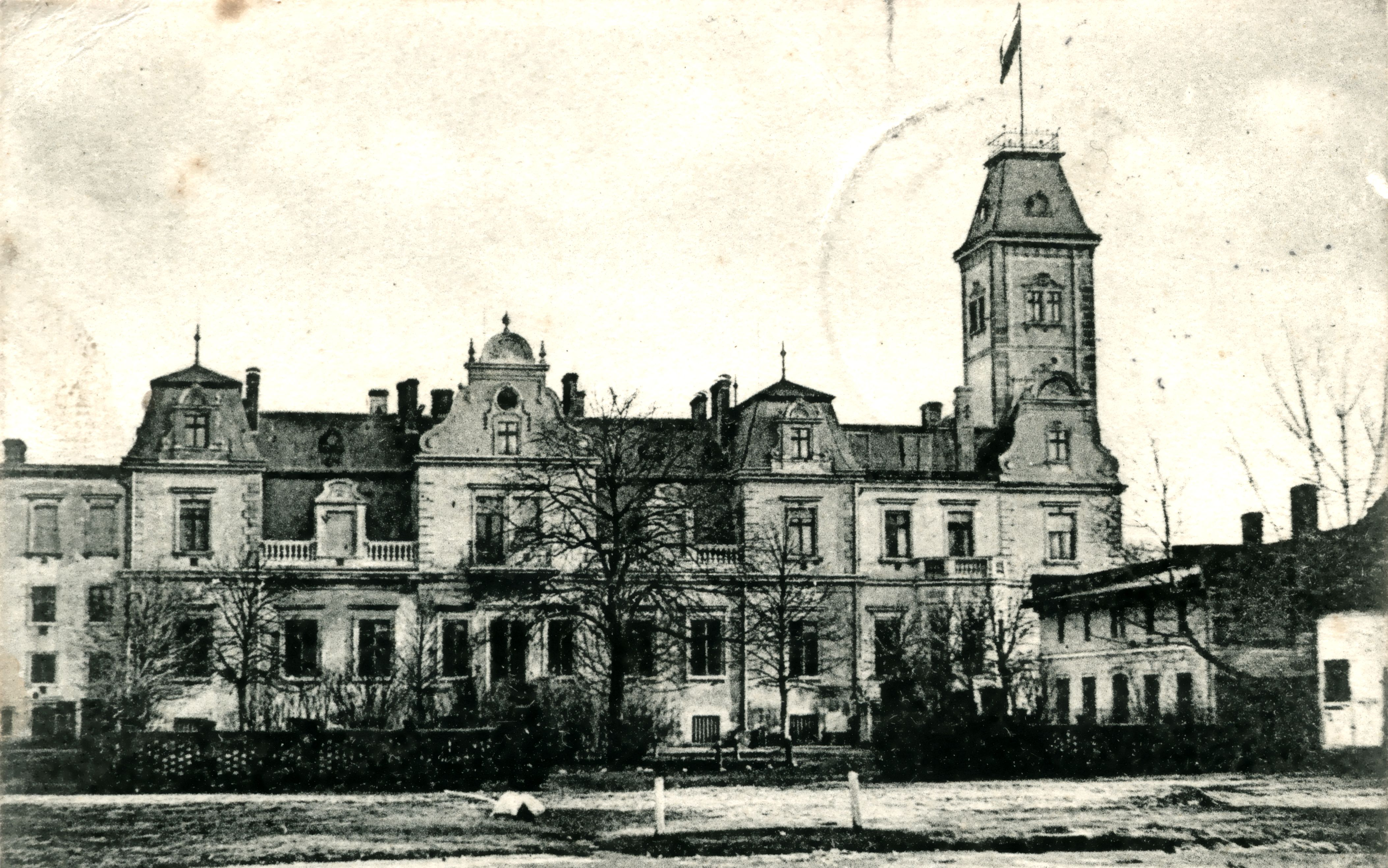
Schloss Wulkow 1904

- Herrenhaus mit Park, Wirtschaftshof und Speicher
- Grufthaus auf dem Kirchhof

Siehe auch: Liste der Baudenkmale in Lebus
1992 wurde Wulkow Modellgemeinde für ökologische Dorfentwicklung in Brandenburg. Der Ort ist Träger des Bundesumweltpreises und war dezentrales Projekt der EXPO 2000. Das Domespace (häufig „UFO“ genannt), am Dorfrand errichtet, ist Mittelpunkt des Projektes und Titel von Veröffentlichungen aus der Region und wird zurzeit touristisch genutzt. Teil des Projektes ist auch der Ökospeicher Wulkow, ein nach ökologischen Kriterien umgebauter Speicher, in dem an den Wochenenden ein Ökomarkt stattfindet, der aber auch zu Ausstellungen und anderen Kulturveranstaltungen genutzt wird.